# Lederia oblonga
Lederia oblonga es una especie de coleóptero de la familia Tetratomidae.

## Distribución geográfica
Habita en Chile.